# Lenguas lencas
Las lenguas lencas son una pequeña familia lingüística de Centroamérica, cuyos hablantes antes de la conquista española se extendían por El Salvador y Honduras. Pero para inicios del siglo XX únicamente sobrevivían dos lenguas de la familia, el lenca salvadoreño o potón y el lenca hondureño, que fueron descritas y estudiadas académicamente; de ellas únicamente el lenca salvadoreño cuenta aún con semi-hablantes, a pesar de que los indígenas pertenecientes al grupo étnico lenca superan las 37 000 y los 100 000 personas..

## Aspectos históricos, sociales y culturales

### Distribución
Según Anne Chapman hacia el siglo XVI ocupaban en Honduras el territorio de los actuales departamentos de Lempira, Intibucá y La Paz gran parte de Valle, Comayagua y Francisco Morazán (incluyendo Tegucigalpa), el sur y este de Santa Bárbara y el noroeste de Choluteca, ocupando tardíamente los departamentos de Olancho y El Paraíso (sobre todo a partir del siglo XVII); Para 1946, Frederick Johnson del Instituto Smithsoniano señala como área lenca a los departamentos de La Paz, Intibucá y tanto el sur como el sureste de Gracias, hoy Lempira. Por otro lado, en El Salvador habitaban al oriente del país hasta el río Lempa (incluyendo también el departamento de Cabañas, y partes de los departamentos de Chalatenango y San Vicente).  El dominio del lenca limitaba al oeste y noreste con el idioma náhuat y pueblos mayas, al norte con las lenguas tolupanes o jicaque tol (algunas veces escritas como xicaque tol), al este con los payas o pech, y al sur con el sumu y matagalpa; y en medio de ese territorio se encontraban porciones donde se hablaba el cacaopera. El lenca hondureño fue cediendo terreno, primero al náhuat y después al castellano.

### Decadencia
A finales del siglo XIX y principios del siglo XX empezó a decaer el uso del lenca hondureño y el lenca salvadoreño. Para inicios del siglo XXI se considera que las lenguas están extintas, y como mucho es posible que existan algunos ancianos con algún conocimiento o memoria de las lenguas, pero es muy improbable que puedan hallarse hablantes que hablen las lenguas con fluidez.
Para la década de los años 1950 el lenca hondureño ya estaba en estado crítico de extinción; ya que el único lugar donde había hablantes era en Guajiquiro, donde en 1982 se encontró un hablante, que sería el último registro confirmado de esa lengua. En la década de 1990, se encontraron algunos semihablantes. En el año 2017,  el lingüista estadounidense Alan R. King, en compañía de su colega James Morrow, publicaron el libro Kotik molka niwamal (que del lenca hondureño traducido al español significa Aprendamos a hablar lenca), el cual es una recopilación de palabras en lenca entre las comunidades aún existentes que abre la posibilidad de recuperar una parte significativa de la lengua.
En el caso del lenca salvadoreño, en la década de 1970, el lingüista Lyle Campbell encontró a Anselmo Hernández, último hablante competente de la lengua en Chilanga, y de quién recopilaría varias palabras y frases. Más adelante, a finales de la década de los noventa Consuelo Roque, lingüista de la Universidad de El Salvador (UES) junto con Mario Salvador Hernández de Guatajiagua (a quién los periódicos salvadoreños señalan como el último hablante nativo de esa lengua, y en específico de la variante de esa población; y que aprendió la lengua de su abuela) escribirían una cartilla de aprendizaje titulado: Poton piau, nuestro idioma potón. En la introducción de dicho documento mencionan que:

El trabajo fue duro, ya que no existen hablantes que mantengan una conversación en potón, el vocabulario encontrado está mezclado entre el español estándar y el dialecto rural del español. Se puede afirmar que el potón sobrevive como sustrato. Todavía se pueden encontrar palabras y muy pocas oraciones intercaladas en el habla cotidiana de los habitantes de Guatajiagua, en particular de los indígenas lencas... se logró recuperar un vocabulario de 380 palabras, 33 oraciones y frases, con muchas limitantes para hacer nuevas construcciones morfosintácticas.

Asimismo, el lingüista Alan R. King, en su libro de 2016 titulado Conozcamos el Lenca, una lengua de El Salvador (donde también ocupó como referencia la cartilla Potón Piau), menciona que: «Hoy día nadie sabe hablar lenca, aunque ciertos individuos tienen recuerdos de —o bien han aprendido— algunos fragmentos de aquella lengua hoy perdida. Ese tipo de conocimiento parcial no se acerca ni remotamente, en ningún caso que hemos podido comprobar, a un dominio real de la lengua histórica, cuya desaparición se data a mediados del siglo veinte...». Actualmente en El Salvador existen proyectos de rehabilitación del lenca salvadoreño para buscar su recuperación.

## Clasificación
Históricamente la mayoría de lingüistas, siguiendo a Lehman (1920) consideraban que existía algún parentesco con las lenguas xincas, aunque la evidencia en favor de ello era más bien escasa. Recientemente Adolfo Constenla (2002, 2005) basándose en el método comparativo buscó probar el parentesco de las lenguas lencas con las lenguas misumalpas y el de estas a su vez con las lenguas chibchas.

### Lenguas de la familia

Pueblos indígenas que habitaban el territorio salvadoreño antes de los tiempos de la Conquista: 1. Nahuas pipiles, 2. Potones o lencas salvadoreños, 3. Kakawiras o cacaoperas, 4. Xincas, 5. Mayas chortíes, 6. Mayas pocomames, 7. Chorotegas.

Actualmente hay solo dos idiomas de las lenguas lencas, los cuales son:
- Lenca salvadoreño (dialectos: chilanga y guatajiagua)
- Lenca hondureño (dialectos: cerquín, care, lenca, kolo)

En lo que respecta a  su antigüedad, Swadesh estimó por métodos glotocronológicos unos 20 siglos de separación, por lo que sus diferencias son comparables a las de las lenguas románicas.

## Comparación léxica
Aunque Campbell (1979) identifica algunas correspondencias entre el lenca salvadoreño y el lenca hondureño, señala que no existe una reconstrucción completa de la fonología del protolenca. La siguiente lista contiene algunos cognados entre ambas lenguas:
| GLOSA        | Lenca salvadoreño | Lenca hondureño |
| ------------ | ----------------- | --------------- |
| pelo         | alah              | aša             |
| agua         | wal               | waš             |
| sal          | ʦʼepe             | sepe            |
| cabeza, oído | -tokoro           | to(ho)ro        |
| oír          | en-(gin)          | en-(gin)        |
| golpear      | maš-              | maš-            |
| leña         | ša                | šak             |
| sandalia     | wati              | waktik          |
| casa         | tʼaw              | taw             |
| mano         | košaka            | gulal           |
| boca         | in-ʦʼaʦʼa         | in              |

La anterior lista contiene algunas correspondencias fonéticas no triviales como /l/-/š/ y /ʦʼ/-/s/ además de otras triviales como /š/-/š/, /p/-/p/, /t/-/t/, /k/-/k/, /m/-/m/, /n/-/n/, /s/-/s/, /y/-/y/ y /w/-/w/.

## Protolengua
Reconstrucción del proto-lenca según Arguedas (1988):
| N.º | GLOSA                       | PROTO- LENCA     |
| --- | --------------------------- | ---------------- |
| 1   | abrir                       | *inkolo-         |
| 2   | agua                        | *was             |
| 3   | anciana                     |                  |
| 4   | araña                       | *katu            |
| 5   | ardilla                     | *suri            |
| 6   | bailar                      | *uli-            |
| 7   | bañar                       | *twa-            |
| 8   | beber                       | *tali-           |
| 9   | blanco                      | *soko            |
| 10  | boca                        | *in              |
| 11  | bueno                       | *sam             |
| 12  | cabello                     | *asak            |
| 13  | caites                      | *waktik          |
| 14  | camarón                     | *siksik          |
| 15  | camino                      | *k’in            |
| 16  | casa                        | *t’aw            |
| 17  | cerrar                      | *inkap-          |
| 18  | cinco                       | *ts’aj           |
| 19  | comal                       | *k’elkin         |
| 20  | comprar                     | *liwa-           |
| 21  | cortar                      | *tajk-           |
| 22  | coyol                       | *juku            |
| 23  | coyote                      | *sua             |
| 24  | chupar                      |                  |
| 25  | decir                       | *aj-             |
| 26  | desear                      | *saj             |
| 27  | diente                      | *nek             |
| 28  | dos                         | *pe              |
| 29  | él                          | *inani           |
| 30  | enfermo, estar              | *ona-            |
| 31  | espina                      | *ma              |
| 32  | este                        | *na              |
| 33  | estrella                    | *sirik           |
| 34  | flor                        | *sula            |
| 35  | fuego                       | *juk’a           |
| 36  | grande                      | *pukV            |
| 37  | guacal                      | *k’akma          |
| 38  | hermano                     | *pelek           |
| 39  | hígado                      | *muts’u          |
| 40  | hormiga                     | *its’its’i       |
| 41  | hueso                       | *ts’ek           |
| 42  | ir                          | *o-              |
| 43  | jocote                      | *muraka          |
| 44  | lavar                       | *ts’ajk-         |
| 45  | leña                        | *sak             |
| 46  | lluvia                      | *so              |
| 47  | macho                       | *kew             |
| 48  | maíz                        | *ajma            |
| 49  | mapachín                    | *wala            |
| 50  | milpa                       | *ta              |
| 51  | montaña                     | *kotan           |
| 52  | mover                       | *lum-            |
| 53  | nariz                       | *nep             |
| 54  | niño                        | *we              |
| 55  | nosotros                    | *apinani         |
| 56  | nube                        |                  |
| 57  | oír                         | *eni-            |
| 58  | orinar                      | *wajsa-          |
| 59  | pavo                        | *lok             |
| 60  | peine                       | *tenmaskin       |
| 61  | pelo, pluma                 |                  |
| 62  | perro                       | *su              |
| 63  | pico                        | *ints’ek         |
| 64  | piedra                      | *ke              |
| 65  | piña                        | *mats’ati        |
| 66  | piojo                       | *tem             |
| 67  | puerco de monte             | *map’it, *nap’it |
| 68  | pulga                       | *t’ut’u          |
| 69  | quebracho                   | *sili            |
| 70  | quién                       | *k’ulan          |
| 71  | reír                        | *jolo-           |
| 72  | río                         | *wara            |
| 73  | roble                       | *mal             |
| 74  | ropa                        | *lam-            |
| 75  | rostro                      | *tik             |
| 76  | saber                       | *ti-             |
| 77  | seis                        | *wi              |
| 78  | sembrar                     | *isa-            |
| 79  | tapesco, cama               | *le-             |
| 80  | tigre (jaguar), león (puma) | *lepa            |
| 81  | tocar                       | *jete-           |
| 82  | trabajar                    |                  |
| 83  | tres                        | *lawa            |
| 84  | tú                          | *amanani         |
| 85  | uña                         | *kumam           |
| 86  | venir                       | *po-             |
| 87  | yo                          | *unani           |
| 88  | zarigüeya                   | *ts’ewe          |
| 89  | zopilote                    | *kus             |